# Biton transvaalensis
Espèce
Biton transvaalensis est une espèce de solifuges de la famille des Daesiidae.

## Distribution
Cette espèce est endémique d'Afrique du Sud.

## Étymologie
Son nom d'espèce, composé de transvaal et du suffixe latin -ensis, « qui vit dans, qui habite », lui a été donné en référence au lieu de sa découverte, le Transvaal.

## Publication originale
- Lawrence, 1949 : New species of Solifugae in the collection of the Transvaal Museum. Annals of the Transvaal Museum, vol. 21, p. 201–208.